# Rəsulzadə
Rəsulzadə est une ville d'Azerbaïdjan. Elle aurait, en 2008, près de 48 000 habitants[réf. nécessaire].